# Прерванная жизнь
«Прерванная жизнь» (англ. Girl, Interrupted) — фильм режиссёра Джеймса Мэнголда, снятый в 1999 году по книге Сюзанны Кейсен, которая провела два года в психиатрической больнице.

## Сюжет

Вайнона Райдер. Промофото

Сюзанна Кейсен, 18-летняя девушка, попадает в психиатрическую клинику после неудачной попытки суицида. Она знакомится с другими пациентками, в том числе с Лизой Роу — девушкой-социопатом.
Лизу доставляют в клинику после очередного побега. В комнате своей бывшей лучшей подруги она видит Сюзанну и узнаёт, что её подруга покончила с собой.
Через некоторое время Лиза сближается с Сюзанной. Она видит в ней свою старую подругу и совершает побег из клиники вместе с Сюзанной. Сюзанна и Лиза останавливаются на ночь в доме у недавно выписанной Дейзи Рэндон. Лиза говорит Дейзи, что её выписали лишь потому, что она неизлечима, и обвиняет её в инцесте с отцом. Утром Дейзи совершает самоубийство. Лиза забирает её деньги и предлагает Сюзанне поехать с ней. Сюзанна отказывается и вызывает скорую. Обратно в клинику Сюзанну везёт отец Дейзи, приехавший после новостей о её смерти.
После этого случая Сюзанна начинает рассказывать о своих проблемах и мыслях своим врачам и вести личный дневник. Спустя несколько месяцев Лизу возвращают в больницу. Лиза узнаёт о скорой выписке Сюзанны, крадёт её дневник и вместе с другими начинает его читать. Сюзанна слышит голоса и спускается к Лизе и остальным. Когда она видит это, то говорит Лизе, что никто не стал бы расстраиваться в случае её смерти, поскольку Лиза уже давно умерла. Слова Сюзанны доводят Лизу до нервного срыва.
Перед своей выпиской из больницы Сюзанна приходит навестить Лизу, которая говорит ей, что ещё не совсем мертва.

## В ролях
| Актёр              | Роль                              |
| ------------------ | --------------------------------- |
| Вайнона Райдер     | Сюзанна Кейсен                    |
| Анджелина Джоли    | Лиза Роу                          |
| Вупи Голдберг      | Валери Оуэнс                      |
| Бриттани Мёрфи     | Дейзи Рэндон                      |
| Клеа Дюваль        | Джорджина Тускин                  |
| Элизабет Мосс      | Полли «Горелка» Кларк             |
| Ванесса Редгрейв   | доктор Соня Вик                   |
| Джаред Лето        | Тобиас «Тоби» Джейкобс            |
| Джеффри Тэмбор     | доктор Мелвин Поттс психотерапевт |
| Анджела Беттис     | Джанет Вебер                      |
| Джиллиан Арменанте | Синтия Кроули                     |
| Мэри Кей Плейс     | Барбара Гилкрест                  |
| Кейди Стрикленд    | Бонни Гилкрест                    |
| Кертвуд Смит       | доктор Крамбл                     |
| Миша Коллинз       | Тони                              |

## Критика
Фильм получил неоднозначные отзывы критиков, хотя работа Анджелины Джоли была оценена высоко.
На сайте «Rotten Tomatoes» фильм имеет рейтинг 54%, на основании 114 рецензий, со средней оценкой 5,6 из 10.
На сайте «Metacritic» картина набрала 51 балл из 100, на основании 32 отзывов.
Стивен Холден из «Нью-Йорк Таймс» писал: «„Прерванная жизнь“ — это небольшой напряжённый фильм, пропитанный духом того времени, с жёстким, но справедливым и трезвым отношением к ленивым девочкам, потакающим своим желаниям и играющим с безумием: вы можете либо свести себя с ума, либо взять себя в руки. Выбор за вами».
Том Коутс из «Би-би-си» написал: «„Прерванная жизнь“ — достойная адаптация мемуаров (Кейсен) этого периода, подобранная и отшлифованная для аудитории, более знакомой с глянцем, чем с песком».

### Мнение автора
Автор, Сюзанна Кейсен, была среди тех, кто высказался о фильме негативно, она обвинила Джеймса Мэнголда в добавлении «мелодраматической чепухи» к истории, в том, что он придумал сюжетные ходы, которых не было в книге (такие как: Лиза и Сюзанна, убегающие вместе).

## Награды
В 1999 году Анджелина Джоли была номинирована на 8 кинематографических премий и завоевала 4 из них:
- «Оскар» — «Лучшая актриса второго плана»;
- Премия Гильдии киноактёров США — За исполнение женской роли второго плана;
- «Золотой глобус» — «Лучшая актриса второго плана»;
- Премия Ассоциации кинокритиков — «Актриса второго плана».
- Премия компании «Блокбастер Инк» (транснациональная сеть магазинов аудио и видео продукции) в аналогичной номинации.